# تاكيناكا ناوتو
تاكيناكا ناوتو (باليابانية: 竹中直人) هو ممثل هزلي ‏ ومغني ومخرج وممثل ياباني، ولد في 20 مارس 1956 في اليابان.

## أعمال

### أفلام
- (2007) سيف الغريب
- (2008) طوكيو!

## وصلات خارجية
- تاكيناكا ناوتو على موقع IMDb (الإنجليزية)
- تاكيناكا ناوتو على موقع ميتاكريتيك (الإنجليزية)
- تاكيناكا ناوتو على موقع روتن توميتوز (الإنجليزية)
- تاكيناكا ناوتو على موقع قاعدة بيانات الأفلام العربية
- تاكيناكا ناوتو على موقع ألو سيني (الفرنسية)
- تاكيناكا ناوتو على موقع ميوزك برينز (الإنجليزية)
- تاكيناكا ناوتو على موقع تيرنر كلاسيك موفيز (الإنجليزية)
- تاكيناكا ناوتو على موقع أول موفي (الإنجليزية)
- تاكيناكا ناوتو على موقع قاعدة بيانات الأفلام السويدية (السويدية)
- تاكيناكا ناوتو على موقع ديسكوغز (الإنجليزية)